# Meriones tristrami
Meriones tristrami är en ökenråtta som beskrevs av Thomas 1892. Meriones tristrami ingår i släktet Meriones och familjen råttdjur. Inga underarter finns listade i Catalogue of Life.

## Utseende
Som en av de större ökenråttorna når arten en kroppslängd (huvud och bål) av 106 till 171 mm, en svanslängd av 103 till 167 mm och en vikt av 42 till 130 g. Exemplar av hankön är allmänt lite större än honor. Bakfötterna är 29 till 40 mm långa och öronen är 17 till 23 mm stora. Den ljus rödbruna pälsen på ovansidan har hos några exemplar gråa nyanser. På undersidan finns vit päls och vid svansens spets förekommer en liten tofs av mörka hår. Honor har åtta spenar.

## Utbredning
Arten förekommer från Turkiet över Armenien till nordvästra Iran och söderut till Israel och Jordanien. Habitatet utgörs främst av stäpper och halvöknar med mer än 100 mm nederbörd per år. Denna ökenråtta besöker även åkrar med spannmål. Den lever i låglandet och i bergstrakter upp till 2000 meter över havet.

## Ekologi
Individerna skapar mer eller mindre komplexa tunnelsystem. Honor kan para sig hela året men de flesta ungar föds mellan april och september. Dräktigheten varar i 25 till 29 dagar och en kull har 1 till 7 ungar. De vid födelsen nakna och blinda ungarna diar sin mor i tre veckor.

## Hot
För beståndet är inga hot kända. Hela populationen anses vara stabil. IUCN kategoriserar arten globalt som livskraftig.